# Molophilus selkirkianus
Molophilus selkirkianus är en tvåvingeart som först beskrevs av Günther Enderlein 1938.  Molophilus selkirkianus ingår i släktet Molophilus och familjen småharkrankar. Inga underarter finns listade i Catalogue of Life.